# Bryonia lappifolia
Bryonia lappifolia är en gurkväxtart som beskrevs av I.T. Vassilczenko. Bryonia lappifolia ingår i Hundrovesläktet som ingår i familjen gurkväxter. Inga underarter finns listade i Catalogue of Life.